# Kanton Clamart
Kanton Clamart (fr. Canton de Clamart) je francouzský kanton v departementu Hauts-de-Seine v regionu Île-de-France. Tvoří ho pouze obec Clamart.